# El Pan (cantão)
El Pan é um cantão do Equador localizado na província de Azuay.
A capital do cantão é a cidade de El Pan.